# Stora Äspetjärnen (Bollebygds socken, Västergötland, 639544-130807)
Stora Äspetjärnen är en sjö i Bollebygds kommun i Västergötland och ingår i Rolfsåns huvudavrinningsområde.